# Övergreppen i Kongostaten

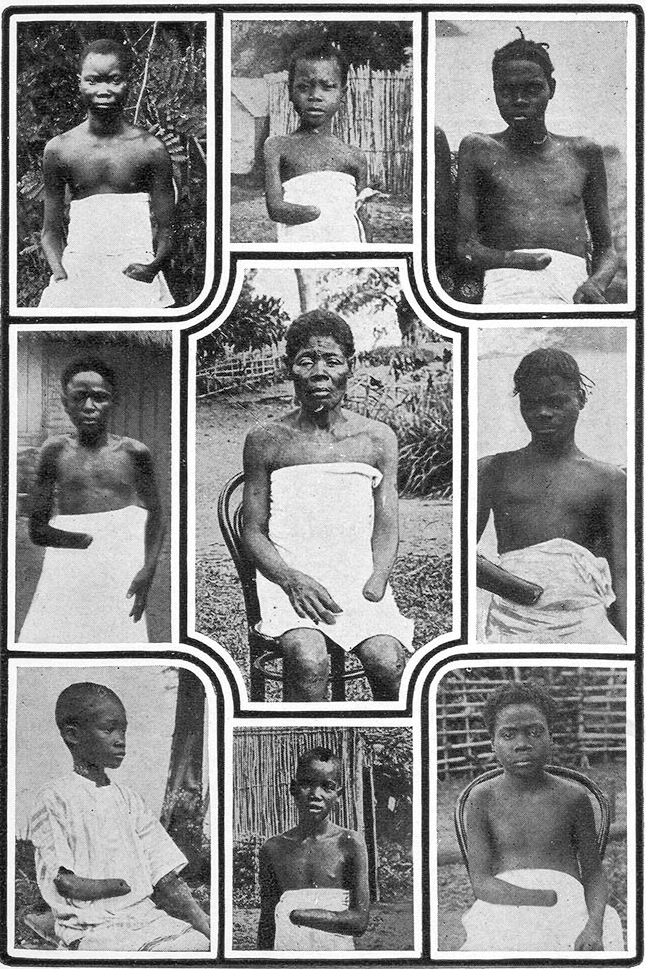
Stympade tvångsarbetare i Kongostaten

Övergreppen i Kongostaten syftar på de uppmärksammade övergrepp som begicks mot den inhemska befolkningen i Kongostaten under tiden Kongo tillhörde kung Leopold II av Belgien mellan 1885 och 1908. 
Kongo tilldelades kungen av Belgien efter Berlinkonferensen 1884–1885. Kungen styrde landet direkt, formellt genom ett belgiskt välgörenhetssällskap. Kongo utsattes under denna tid för en rovdrift av naturresurser, främst naturgummi, som utvanns med hjälp av inhemska tvångsarbetare för privata storföretag. Arbetarna rekryterades av företagen med tvångsmetoder och utpressning och tvingades arbeta under fruktansvärt svåra och omänskliga förhållanden, ett system som upprätthölls av belgiska militärer. Tusentals människor avled under dessa år av tvångsarbete, svält och epidemier orsakade av rovdriften och dess följder. Övergreppen dokumenterades och uppmärksammades internationellt av Kongos reformförbund och blev till en skandal, som slutligen gjorde att Kongo överfördes från kungens privata ägo till att bli en regelrätt belgisk koloni 1908. 